# Semljicola simplex
Semljicola simplex är en spindelart som först beskrevs av Kulczynski 1908.  Semljicola simplex ingår i släktet Semljicola och familjen täckvävarspindlar. Inga underarter finns listade i Catalogue of Life.